# Le Plessis-Robinson
Le Plessis-Robinson – miejscowość i gmina we Francji, w regionie Île-de-France, w departamencie Hauts-de-Seine.
Według danych na rok 2012 gminę zamieszkiwało 28 673  osób, a gęstość zaludnienia wynosiła 8359 osób/km². Wśród 1287 gmin regionu Île-de-France Le Plessis-Robinson plasuje się na 791. miejscu pod względem powierzchni.

## Miasta partnerskie

Położenie Le Plessis-Robinson w ramach aglomeracji paryskiej

- Woking, Wielka Brytania
- Arapkir, Armenia